# Хугберт (Бозониди)
Хугберт (на френски: Hucbert; на немски: Hugbert; * ок. 820; † 864 или 866 г.) от знатния род Бозониди, е херцог на Горна Бургундия (Трансюрания) и светски абат на манастира Свети Маврикий във Во. Чрез сестра му Теутберга той е зет на крал Лотар II от Лотарингия и негов важен съюзник, докато Лотар не прогонва съпругата си през 857 г.

## Живот
Той е син на Бозон Стари († 855), граф на Арл и граф в Италия, и на Ирментруда. Брат е на Бозон († 874/878), граф на Италия (870), женен за Енгелтруда от Орлеан, на Теутберга († 875), съпруга на Лотар II, крал на Лотарингия от Каролингите, и на Рихилда от Арл, съпруга на Бувин, 842/862 граф на Метц от Бувинидите.
Хугберт контролира като херцог северния вход на алпийския проход Голям Сан Бернар. След като Лотар изгонва Теутберга, Хугберт се навдига против него и се присъединява към Карл Плешиви.
През 864 г. Хугберт е победен и вероятно убит при Орбе (в кантон Во) от Конрад II Млади, граф на Оксер, който през 866 г. получава тирлата маркграф на Трансюрания.

## Деца
Хугберт е баща на:
- Теотбалд от Арл (* 850/860; † юни 887/895), граф на Арл; ∞ 879 Берта, извънбрачна дъщеря на Лотар II; баща на Хуго I Арлски, 926 г. крал на Италия